# صنعاء بني غافر (الخابورة)
صنعاء بني غافر قرية تاريخية حاضرة منذ القدم ما قبل الإسلام تقع في ولاية الخابورة، التابعة لمحافظة شمال الباطنة في سلطنة عمان. يقدر عدد سكانها بـ 2500نسمة حسب إحصاء عام 2010 التابع للمركز الوطني للإحصاء والمعلومات الحكومي. رمز المنطقة هو 60520201.

## الوصلات الخارجية
- المركز الوطني للإحصاء والمعلومات، سلطنة عمان